# Арјола Трими
Арјола Трими  (енгл. Arjola Trimi; рођена 15. марта 1987, Тирана, Албанија) је италијанска параолимпијска пливачица која се такмичи у дисциплинама класификације S4.  Такмичила се на Летњим параолимпијским играма 2016.  и Летњим параолимпијским играма 2020. године, у женској штафети 4 × 50 мешовито слободно, освојивши сребрну медаљу. 
Свој велики међународни деби имала је на Светском првенству у пливању IPC 2013. године у Монтреалу, где је освојила четири медаље.  Годину дана касније постала је европска шампионка у својој класификацији у дисциплинама 50 м, 100 м и 200 м слободно. Године 2015. освојила је своје прво светско злато освојивши титулу у дисциплини 50 м леђно на Светским играма у Глазгову . 

## Приватни живот
Трими је рођена у Тирани, Албанија, њена породица је албанског порекла. С две и по године, Арјола се преселила из Албаније у Италију. Заједно са сестром и родитељима (Camilom Trimijem i Aidom Berettom) одлази живети у Милано, у четврт Брузано. Од малих ногу страствено се бавила спортом: почела је тренирати карате, атлетику и кошарку, с изврсним резултатима. Она има стечени облик дегенеративног мишићног обољења које је резултирало квадриплегијом и мишићним контракцијама. 

## Пливачка каријера
Трими је научила да плива као беба, али је то увек сматрала хобијем који јој је помагао да се опусти. Учествовала је у неколико спортова, као што су кошарка у инвалидским колицима и атлетика, али тек када јој се здравствено стање погоршало, окренула се пливању као такмичарској дисциплини. Почела је да се такмичарски бави пливањем 2013. године и првобитно је класификована као спортисткиња С5 ; али је убрзо након тога рекласификована у С4.  Исте године изабрана је да представља Италију на Светском првенству у пливању ИПЦ 2013. у Монтреалу.  Тамо је освојила четири медаље: сребрне у тркама 50 метара слободно и штафети 4x50 метара слободно на 50 метара, и бронзане у тркама 100 метара и 200 метара слободно у тркама С4.
Године 2014. освојила је своје прве сениорске међународне златне медаље, поставши европска шампионка у дисциплинама 50 м, 100 м и 200 м слободно на IPC Европском првенству у пливању 2014. у Ајндховену. Годину дана касније вратила се у италијанску репрезентацију, овог пута на Светском првенству у Глазгову. Трими је освојила две медаље, сребрну у дисциплини 50 м слободно и златну у дисциплини 50 м леђно, чиме је постала светска шампионка у тој дисциплини.